# Бджолоїдка червоногорла
Бджолоїдка червоногорла (Merops bulocki) — вид сиворакшоподібних птахів родини бджолоїдкових (Meropidae).

## Поширення
Вид поширений в Субсахарській Африці від Мавританії до Ефіопії. Мешкає у саванах та відкритих лісах.

## Опис
Тіло завдовжки 20-22 см, вага 21-28 г. Забарвлення барвисте. Лоб зелений, потилиця — жовто-коричнева як і задня частина шиї. Від дзьоба до ока і трохи далі тягнеться чорна смуга. У підвиду Merops bulocki frenatus нижче чорної смуги розташовується тонка блакитна смужка. Підборіддя і передня частина шиї яскраво-червоного кольору. Верхня частина черевця жовта, нижня — синя. Спина, крила і хвіст — зелені.

## Підвиди
- M. b. bulocki  — від Сенегалу до ЦАР
- M. B. frenatus  — від Ефіопії і Судану до Уганди